# Lasalocida
La lasalocida è un agente antibatterico e coccidiostatico. 
La lasalocida è capace di formare complessi neutrali con cationi mono- o divalenti e trasportarli attraverso fasi polari, comprese le membrane doppio strato lipidiche. Può trasportare anche grosse cationi organici come la dopamina.
È un additivo nel cibo animale come il Bovatec.